# PGM Couesnon
PGM Couesnon est une entreprise française produisant des instruments à vent et des percussions, principalement à destination des groupes militaires de musique. Originaire de l'Aisne, elle a aussi eu une implantation à Paris au faîte de son activité au tournant du XXe siècle.

## Activités
L'entreprise fabrique des instruments à vent, des percussions et les accessoires associés. Elle est en 2016 le seul fabricant de clairons en France. Elle est en concurrence avec des fournisseurs asiatiques nettement moins coûteux.
Elle compte parmi ses clients la Garde républicaine, la marine chilienne et l'armée algérienne, pour un total de 85% de sa production exportée. Basée à Étampes-sur-Marne, elle compte en 2018 11 employés, sous la direction de Ginette Planson et sa fille Sophie Glace.
L'entreprise est labellisée Entreprise du patrimoine vivant depuis 2012. Elle fonctionne avec des machines anciennes et sans automates.

## Histoire

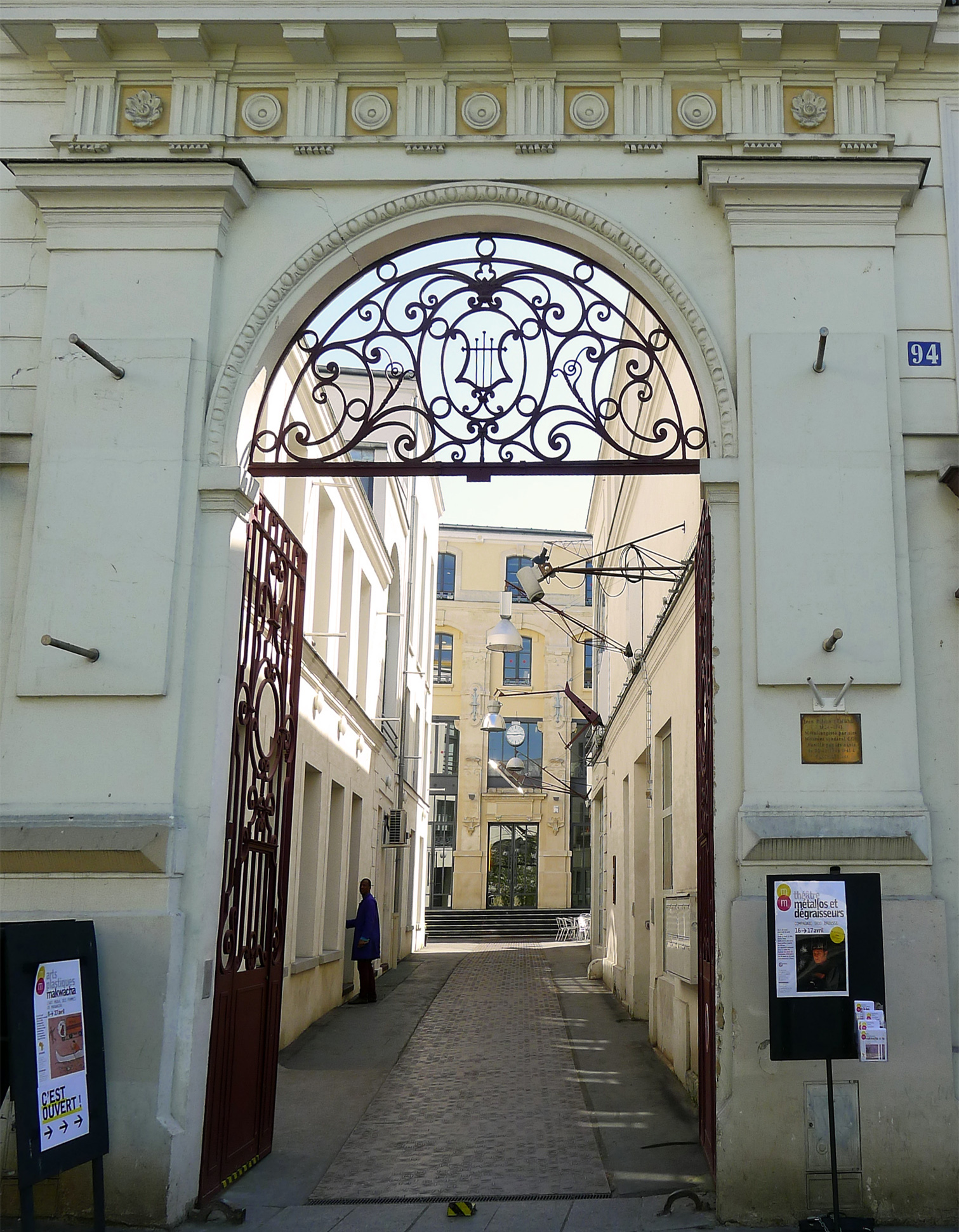
Entrée de la maison des Métallos, ancienne manufacture parisienne, dont le porche porte la lyre emblème de Couesnon et cie.

PGM Couesnon est formée en 1999 lors du rachat des Établissements Couesnon par l'entreprise artisanale PGM.

### Histoire de Couesnon
Auguste Guichard fonde en 1827 un atelier de fabrication d'instruments de musique, qui prend successivement les noms de Gautrot puis Couesnon au fil du XIXe siècle et des changements de directeur. C'est la première productrice d'instruments à employer des machines à vapeur. L'entreprise installe en 1881 une usine dans le 11e arrondissement de Paris, dans un bâtiment construit pour ses besoins industriels. 
En 1883, Amédée Couesnon acquiert la maison Gautrot, et par la même devient propriétaire de la célèbre maison Triébert, reconnue pour la qualité de ses hautbois.
Sous la direction d'Amédée Couesnon au début du XXe siècle, l'entreprise emploie plus de 1000 personnes dans 6 usines spécialisées différentes, dont 600 personnes à Château-Thierry pour la fabrication des cuivres et percussions. S'y ajoutent une lutherie industrielle à Mirecourt,, une fabrique d'instruments à anche à Garennes et de saxophones à Mantes. C'est de ses ateliers de Chateau-Thierry qu'est sorti le clairon sonné par Pierre Sellier pour ouvrir les négociations de l'armistice de 1918.
Couesnon gagne plusieurs années consécutives de prestigieux prix lors des expositions universelles et est classée hors concours lors de l'exposition universelle de 1900 à Paris.
En 1924, l'entreprise crée le couesnophone, instrument à anche libre utilisé par le musicien de jazz américain Adrian Rollini.
Elle subit une chute de ses exportations aux Etats-Unis durant la crise de 1929. L'usine parisienne est cédée en 1936 à l'Union Fraternelle des Métallurgistes et devient ensuite la Maison des Métallos. En 1957, Couesnon rachète le facteur français de cuivres  Fontaine-Besson, qui avait déjà fait faillite en 1950.
En 1979, un incendie criminel  qui détruit la totalité des archives et plusieurs ateliers du site de Château-Thierry amène l'entreprise à arrêter son activité de confection de housses pour instruments, tout en continuant à fabriquer des instruments.

### Histoire de PGM
Ginette Planson, ouvrière licenciée à cette occasion, rachète les machines nécessaires à l'activité de confection de housses et s'installe à son compte dans son sous-sol, fondant l'entreprise PGM avec sa fille et un associé. En utilisant pour des tambours la fibre de verre employée jusque-là pour les étuis des trompes de chasse, elle produit un instrument très léger qui a beaucoup de succès.
En février 1999, lorsque les Établissements Couesnon déposent le bilan, PGM les rachète et installe la société rebaptisée PGM Couesnon à Étampes-sur-Marne.

## Clarinette Couesnon
Les clarinettes Couesnon ont connu une grande notoriété au début du XXe siècle, notamment avec Henri Paradis, clarinette solo de la Garde républicaine et avant-guerre avec Auguste Périer, professeur au conservatoire de Paris, et disposaient du timbre et de la sonorité typiques de l'école française.
Couesnon propose divers systèmes de clétage pour les clarinettes :
- systèmes ordinaires de 13 à 15 clefs avec ou sans anneaux (proches du système Albert) ;
- clarinettes dites Demi-Boehm de 2 à 4 anneaux avec ou sans clé de mi  grave ;
- systèmes Boehm, dont
  - le modèle Monopole conservatoire (haut de gamme) avec des options (7 plateaux, clef de mi  grave, trille fa  -sol )
  - le modèle Monopole conservatoire 1931 (haut de gamme) avec 7 anneaux, résonance de ré, cadence de la , vis de réglage à la clef la , rouleau à la clef de mi  auriculaire droit.

Sidney Bechet a joué sur une clarinette système Albert à plateaux pleins.
L’incendie des ateliers Couesnon en 1979 met fin à leur production.